# Oort (planetka)
(1691) Oort je planetka pojmenovaná po nizozemském astronomovi Janu Oortovi. Byla objevena 9. září 1956 K. Reinmuthem v Heidelbergu. Její předběžné označení bylo 1956 RB. Dne 29. února 2004 se planetka přiblížila k Zemi na minimální vzdálenost 2,341 AU.

## Elementy oběžné dráhy
- Velká poloosa a = 3,169 AU
- Perihélium q = 2,683 AU
- Excentricita e = 0,169
- Sklon k ekliptice i = 1,058°
- Perioda P = 5,641 let
- Délka vzestupného uzlu O = 173,909°
- Argument šířky pericentra o = 227,522°

## Fyzikální parametry
- Průměr d = 40 km
- Absolutní magnituda = 10,95
- Albedo = 0,15